# Porta Cirio Pascual de la Catedral de Toledo
El Porta Cirio Pascual de la Catedral de Toledo es un candelero pascual monumental, de varios metros de altura, hecho a comienzos del siglo XIX en madera policromada, que ha sido restaurado en el siglo XXI y se halla expuesto en el Trascoro de la Catedral de Toledo.

## Descripción
Más que un candelabro, luce como una columna monumental. De madera dorada y policromada con decoración neoclásica, es una obra de Mariano Salvatierra del año 1804. La columna es hueca y contiene un mecanismo para cambiar el cirio pascual que debe prenderse en la parte superior (sistema mecánico restaurado en el siglo XXI).
El Porta Cirio fue encargado por el cardenal Luis María de Borbón y Vallabriga, de gusto neoclásico. El conjunto escultórico contiene una alegoría de la resurrección de Cristo sobre un basamento; la columna sobre el pedestal flanqueada por dos ángeles: uno de ellos porta un bajorrelieve con el paso por el desierto del pueblo de Israel, mientras que el otro sujeta las cadenas rotas del pecado por la redención de la muerte y resurrección de Cristo. En la coronación, bajorrelieves con las efigies de San Pedro, San Juan, y los santos obispos locales San Eugenio y San Ildefonso. Cierran la composición cuatro pequeños ángeles con los símbolos del bautismo.
Su construcción se realizó entre 1800 y 1804, con un coste total aproximado de 57.000 reales de vellón. Se realizó para que estuviera en las gradas del presbiterio de la Capilla Mayor de la Catedral, donde se colocaba el cirio pascual desde el Sábado Santo hasta el día de la Ascensión, y el resto del año permanecía guardada en la Capilla de San Blas. Durante el s. 20 estuve situada en las escaleras interiores de la Puerta de Escribanos, a los pies de la nave de la catedral; y tras la restauración de la década de 2010, permanece junto al trascoro.